# Micah Fowler

Micah Fowler, 2017

Micah Fowler (geb. 5. März 1998) ist ein amerikanischer Filmschauspieler. Einem breiteren Publikum bekannt wurde er in seiner Rolle als JJ DiMeo in der Sitcom Speechless ab September 2016.

## Leben
Fowler wuchs in Barnegat Light (New Jersey) auf. Seine Schwester Kelsey Fowler, die ihrerseits ihre Karriere als Kinderschauspielerin begann, brachte ihn zur Schauspielerei. Seinen ersten Fernsehauftritt hatte er im Alter von neun Jahren in einer Episode von Blue’s Clues – Blau und schlau, danach in einigen Folgen der Sesamstraße. 2013 spielte er die Rolle des Barry in Labor Day. Wie seine TV-Persona JJ DiMeo hat Fowler infantile Zerebralparese, allerdings in weniger schwerer Ausprägung.